# 尖叶景天
尖叶景天（学名：Sedum fedtschenkoi）为景天科景天属的植物，是中国的特有植物。分布于中国大陆的青海、西藏、四川等地，生长于海拔3,800米至4,500米的地区，多生长在河滩草甸上，目前尚未由人工引种栽培。

## 形态特征
尖叶景天为双子叶植物纲、景天科、景天属一年生草本。花茎上升，长2.5-4.5厘米，自基部分枝。叶线状披针形，长4.7-8毫米，有钝距，先端尖。
花序伞房状，较疏松，有少数花；花为不等的五基数；萼片披针形至近倒卵形，长3-5毫米，有距，先端尖；花瓣黄色，近长圆形，长约4毫米，近离生，先端短渐尖，雄蕊10，2轮，内轮的生于距花瓣基部0.8-1毫米处，长约1.5毫米，外轮的长约2.8毫米；鳞片近圆状匙形，长约0.5毫米，先端圆或凹；心皮直立，宽卵形，长3-3.5毫米，合生0.8-0.9毫米，先端突狭为花柱，有胚珠3-8；胎座镰刀形。
种子卵形，长0.8-1毫米，有小乳头状突起。花期8月，果期9月。